# Instituto Balseiro

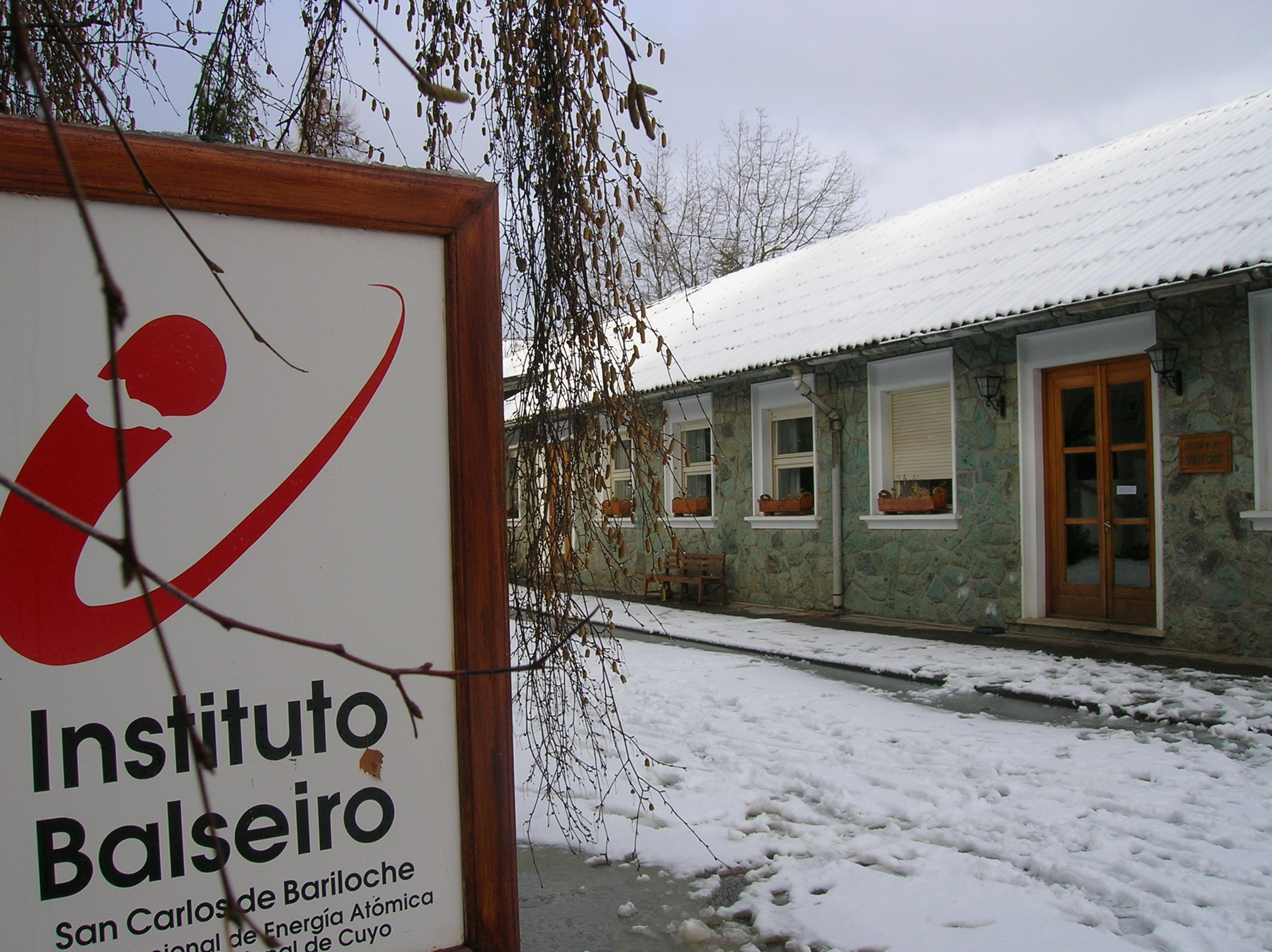
Instituto Balseiro

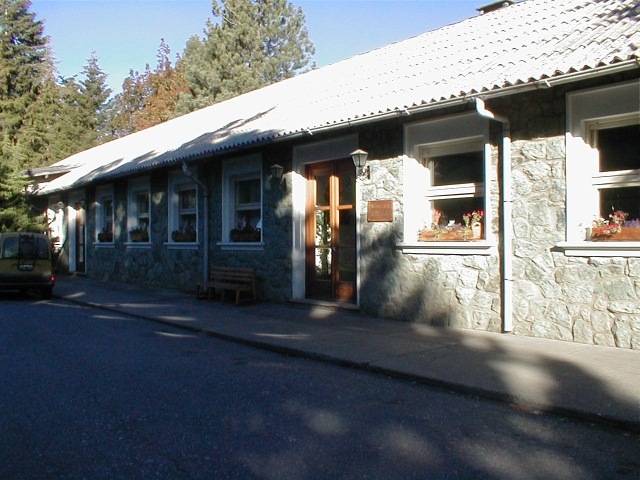
Um pavilhão de aulas do Instituto Balseiro.

O Instituto Balseiro é uma unidade acadêmica dependente da Universidade Nacional de Cuyo. Está localizado a 9,5 km da cidade de San Carlos de Bariloche nas instalações do Centro Atômico Bariloche.

## História
Foi criado no ano de 1955 sob o nome de Instituto de Física de Bariloche, por um convênio entre a Comissão Nacional de Energia Atômica (CNEA) da Argentina e a Universidade Nacional de Cuyo (UNC).
O nome do Instituto foi dado em homenagem ao físico argentino José Antonio Balseiro (1919 - 1962)

## Atividade acadêmica
Durante o ano letivo de 2005 o Instituto ofereceu 3 títulos de graduação e 5 de pós-graduação:
- Cursos de graduação:
  - Licenciatura em Física
  - Engenharia nuclear
  - Engenharia Mecânica
- Cursos de pós-graduação:
  - Especialização em Aplicações Tecnológicas da Energia Nuclear
  - Mestrado em Ciências Físicas
  - Mestrado em  Física Médica
  - Mestrado em Engenharia
  - Doutorado em Física
  - Doutorado em Ciências da Engenharia
  - Doutorado em Engenharia Nuclear